# Houston Grand Opera
Houston Grand Opera es una compañía de ópera y ballet con sede en Houston (estado de Texas). La compañía se fundó en 1955, gracias a la iniciativa del director de orquesta Walter Herbert, que se convirtió en su primer director general y musical. La compañía comenzó de forma modesta, pero pronto se convirtió en una referencia a nivel nacional e internacional. 
La Houston Grand Opera es conocida por alguna de sus producciones, como la de Porgy & Bess, que por primera vez presentaba la partitura completa de Gershwin, que ha sido invitada en muchos teatros de ópera por todo el mundo, fue grabada en disco y recibió diversos premios (un Grammy y un Tony en 1976). También se han producido algunos importantes estrenos, como el de la versión operística de A Quiet Place, de Leonard Bernstein en 1983, o el de Nixon en China, de John Adams, en 1987.
En 1987 la compañía se trasladó oficialmente a su sede del Wortham Theater Center, un complejo teatral con dos salas que presentan un aforo conjunto de más de 3300 espectadores.
Actualmente el director musical y artístico de la compañía es el norteamericano Patrick Summers. 